# Helicia fragilis
Helicia fragilis är en tvåhjärtbladig växtart som beskrevs av D.B. Foreman. Helicia fragilis ingår i släktet Helicia och familjen Proteaceae. Inga underarter finns listade i Catalogue of Life.